# ヒドロキシピルビン酸
ヒドロキシピルビン酸(hydroxypyruvic acid)は、化学式がC3H4O4のピルビン酸誘導体で、分子量は104.06146 g/molである。